# Michele Del Grosso
Michele Del Grosso (Pozzuoli, 15 settembre 1940 – Napoli, 9 gennaio 2018) è stato un regista teatrale, drammaturgo e impresario teatrale italiano.

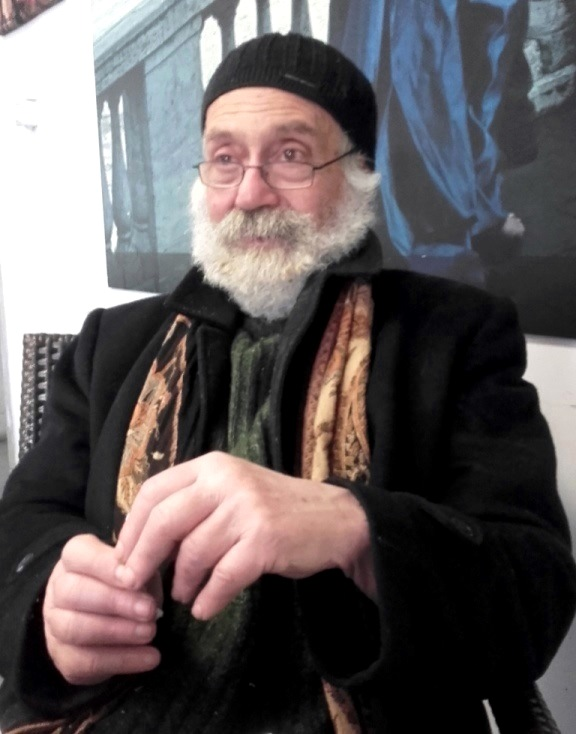
Michele Del Grosso

Fra i più vivaci animatori della scena teatrale italiana fra gli anni '60 e gli anni '80, la sua attività teatrale spazia dalle avanguardie storiche degli anni Sessanta al lavoro di attualizzazione di autori classici che vanno da Bertolt Brecht a Raffaele Viviani.

## Attività teatrale
Nel 1967 Michele Del Grosso fonda a Napoli il Teatro Instabile sul lato basso di via Martucci, in una zona alto-borghese ed elegante della città. In quel piccolo spazio semiclandestino transiteranno giovani artisti di talento, fra cui Roberto De Simone, la Nuova Compagnia di Canto Popolare, Peppe Barra e Concetta Barra, Pino Daniele, Edoardo Bennato, Franco Battiato, Francesco De Gregori, Antonello Venditti.
Fra i primi lavori messi in scena, alla fine del 1967, il provocatorio Ubu S.p.A., liberamente tratto da Ubu re di Alfred Jarry, in cui recita un giovanissimo Franco Javarone.
Fra il 1968 e il 1969 il Teatro Instabile accoglie alcune delle più significative esperienze internazionali del momento: The Open Theater con The serpent e The mask, Les Tréteaux Libres di Ginevra con Quo vadis?, l'International Workshop Theatre con Populorum progressio.
Nel novembre 1969 Del Grosso è fra gli artefici di una storica tournée italiana del Living Theatre: al Teatro Mediterraneo va in scena Paradise Now in una serata memorabile che attraversa lo straordinario fermento culturale della scena napoletana dell'epoca. L'attività del Teatro Instabile prosegue fino a metà degli anni Settanta.
Nel 1980 Del Grosso fonda il Tenda Teatro 80, un circo itinerante che porta il teatro nelle piazze; sotto il suo tendone avrà luogo anche una nuova performance del Living Theatre.
Nel 2001 rifonda il Teatro Instabile nel cuore del centro antico di Napoli, dove si trova attualmente: in vico Fico del Purgatorio ad Arco lo spazio teatrale è alloggiato all'interno dello storico Palazzo Spinelli, in un'arena ellittica ipogea con gradinate, una singolare struttura che suggerisce una precedente destinazione mistico-esoterica del luogo, con le pareti ad opus reticulatum che testimoniano l'origine remota dell'edificio.
Nel 2006 Del Grosso mette in scena la prima retrospettiva dedicata a Manlio Santanelli, che spazia nei primi venticinque anni della produzione del drammaturgo napoletano, culminando con la prima assoluta di Sei prime scene.
Nel 2014 il regista Alessandro Chetta realizza il documentario Instabile, interamente dedicato alla «leggendaria figura di Michele Del Grosso».
L'11 gennaio 2018 nel Teatro Instabile di Napoli in una cerimonia pubblica con artisti, giornalisti ed istituzioni, è stata ricordata la figura di Michele Del Grosso e gli ultimi vent'anni della sua attività teatrale.

## Regie (in completamento)
- Ubu S.p.A., di Michele Del Grosso (1967)
- Alcesti e Admeto, creazione collettiva (1969)
- È arrivato il grande circo diretto da Mr. Smith, di Michele Del Grosso (1975)
- L'eccezione e la regola, di Bertolt Brecht (1975)
- La parabola dei fringuelli ciechi, da Raffaele Viviani (1979)
- Vita di Galileo, di Bertolt Brecht (1997)
- La cantata dei pastori, da Andrea Perrucci (1998)
- 'O vico, di Raffaele Viviani (2002)
- Caravaggio mette in scena Caravaggio, di Michele Del Grosso (2005)
- Razzullo e Sarchiapone sotto 'o tendone, da Andrea Perrucci (2005)
- Le tre verità di Cesira, di Manlio Santanelli (2006)
- Tre prime scene, di Manlio Santanelli (2006, prima assoluta)
- La moglie ebrea, da Bertolt Brecht (2007)
- Prometeo incatenato, da Robert Lowell (2009)
- Diatriba d'amore contro un uomo seduto, di Gabriel Garcia Màrquez (2009)
- Assunta Spina, da Salvatore Di Giacomo (2010)
- Mater Camorra, di Michele Del Grosso (2014)
- Razzullo e Sarchiapone sotto 'o tendone, da Andrea Perrucci, Annibale Ruccello, Roberto de Simone, Raffaele Viviani (2014)
- La gatta Cenerentola assassina per amore, di Michele Del Grosso (2017)

## Scritture e adattamenti (in completamento)
- Ubu S.p.A. (1967)
- È arrivato il grande circo diretto da Mr. Smith (1975)
- Caravaggio mette in scena Caravaggio (2005)
- Mater Camorra (2014)
- La gatta Cenerentola assassina per amore, di M. Del Grosso (2017)